# Gauliga Niederschlesien 1941/42
Die Gauliga Niederschlesien 1941/42 war die erste Spielzeit der Gauliga Niederschlesien (offiziell: Sportbereichsklasse Niederschlesien) des Fachamtes Fußball. Kriegsbedingt wurden einige Gauligen unterteilt, um Treibstoff und Transportkapazität einzusparen, so auch die Gauliga Schlesien, die ab dieser Saison in die Gauliga Niederschlesien und die Gauliga Oberschlesien aufgeteilt wurde. Die diesjährige Liga wurde mit ursprünglich zehn Mannschaften im Rundenturnier mit Hin- und Rückspiel ausgetragen. Gelb-Weiß Görlitz zog sich während der Saison aus der Liga zurück. Die Meisterschaft sicherte sich die Breslauer SpVg 02 mit einem Punkt Vorsprung auf den LSV Reinecke Brieg. Die Breslauer SpVgg 02 qualifizierte sich für die Endrunde um die deutsche Meisterschaft und erreichte das Achtelfinale, bei dem sie nach einer 1:2-Auswärtsniederlage nach Verlängerung gegen den Planitzer SC ausschieden. Neben Görlitz stieg die DSV Schweidnitz ab. Aus den 1. Klassen stiegen der LSV Immelmann Breslau und der LSV Richthofen Schweidnitz auf.

## Teilnehmer

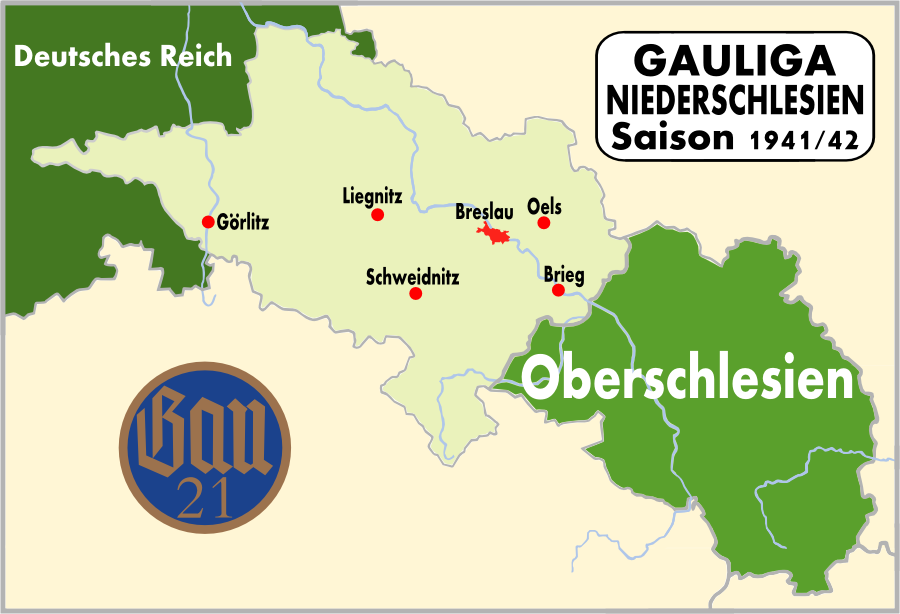
Spielorte der Gauliga Niederschlesien 1941/42.

Für die erste Austragung der Gauliga Niederschlesien qualifizierten sich folgende Mannschaften:
- alle Vereine aus Nieder- und Mittelschlesien zwischen Platz 1 und Platz 8 der Gauliga Schlesien 1940/41:
  - Breslauer SpVg 02
  - SC Hertha Breslau
  - Breslauer FV 06
- die drei besten Mannschaften der Bezirksliga Niederschlesien 1940/41:
  - WSV Liegnitz
  - Gelb-Weiß Görlitz
  - TuSpo Liegnitz
- der Sieger der Bezirksliga Mittelschlesien 1940/41:
  - Reichsbahn SG Oels
- die zwei besten Mannschaften der Entscheidungsrunde Mittelschlesien 1940/41:
  - DSV Schweidnitz
  - SC Alemannia Breslau
- der Sieger der Bezirksliga Oberschlesien West 1940/41 (durch die regionale Einteilung von Brieg in den Gau Niederschlesien):
  - LSV Reinecke Brieg

## Abschlusstabelle
| Pl. | Verein                  | Sp. | S  | U | N  | Tore    | Quote | Punkte |
| --- | ----------------------- | --- | -- | - | -- | ------- | ----- | ------ |
| 1.  | Breslauer SpVg 02       | 16  | 14 | 1 | 1  | 063:210 | 3,00  | 29:30  |
| 2.  | LSV Reinecke Brieg (N)  | 16  | 14 | 0 | 2  | 072:230 | 3,13  | 28:40  |
| 3.  | WSV Liegnitz (N)        | 16  | 12 | 1 | 3  | 062:200 | 3,10  | 25:70  |
| 4.  | SC Hertha Breslau       | 16  | 8  | 0 | 8  | 030:380 | 0,79  | 16:16  |
| 5.  | Breslauer FV 06         | 16  | 4  | 4 | 8  | 047:480 | 0,98  | 12:20  |
| 6.  | SC Alemannia Breslau    | 16  | 4  | 2 | 10 | 023:620 | 0,37  | 10:22  |
| 7.  | Reichsbahn SG Oels (N)  | 16  | 3  | 3 | 10 | 029:640 | 0,45  | 09:23  |
| 8.  | TuSpo Liegnitz (N)      | 16  | 3  | 2 | 11 | 044:520 | 0,85  | 08:24  |
| 9.  | DSV Schweidnitz (N)     | 16  | 3  | 1 | 12 | 031:730 | 0,42  | 07:25  |
| 10. | Gelb-Weiß Görlitz A (N) | 0   | 0  | 0 | 0  | 000:000 | 1,00  | 0:0    |

| (N) | Aufsteiger aus den 1. Klassen |

## Kreuztabelle
Die Kreuztabelle stellt die Ergebnisse aller Spiele dieser Saison dar. Die Heimmannschaft ist in der linken Spalte, die Gastmannschaft in der oberen Zeile aufgelistet. Ein 0:0 mit einem + bedeutet, dass dieses Spiel am grünen Tisch mit 0:0 und Sieg für die jeweilige Mannschaft, bei der das + steht, gewertet wurde.
| 1941/42              | Breslauer SpVg 02 |      | WSV Liegnitz | SC Hertha Breslau | Breslauer FV 06 | SC Alemannia Breslau | Reichsbahn SG Oels | TuSpo Liegnitz | DSV Schweidnitz | Gelb-Weiß Görlitz |
| -------------------- | ----------------- | ---- | ------------ | ----------------- | --------------- | -------------------- | ------------------ | -------------- | --------------- | ----------------- |
| Breslauer SpVg 02    |                   | 4:1  | 2:1          | 4:0               | 3:0             | 6:2                  | 3:2                | 3:2            | 9:3             | -:-               |
| LSV Reinecke Brieg   | 3:2               |      | +0:0         | 8:0               | 7:1             | 8:0                  | 8:0                | 5:0            | 2:1             | -:-               |
| WSV Liegnitz         | 1:6               | 6:0  |              | 2:1               | 11:1            | +0:0                 | +0:0               | 7:3            | 6:0             | -:-               |
| SC Hertha Breslau    | 0:3               | 0:2  | 0:6          |                   | 5:1             | 4:0                  | 2:1                | 4:3            | 5:1             | -:-               |
| Breslauer FV 06      | 2:2               | 3:6  | 1:1          | 1:3               |                 | 1:2                  | 17:1               | 3:1            | 8:0             | -:-               |
| SC Alemannia Breslau | 2:7               | 0:5  | 1:7          | 1:0               | 1:1             |                      | 2:2                | 4:3            | 7:5             | -:-               |
| Reichsbahn SG Oels   | 1:2               | 1:2  | 2:9          | 1:3               | 3:1             | 4:1                  |                    | 2:2            | 3:3             | -:-               |
| TuSpo Liegnitz       | 0:5               | 3:4  | 2:3          | 2:3               | 2:2             | 7:0                  | 2:4                |                | 4:2             | -:-               |
| DSV Schweidnitz      | 1:2               | 2:11 | 1:2          | 2:0               | 0:4             | 2:0                  | 7:2                | 1:8            |                 | -:-               |
| Gelb-Weiß Görlitz    | -:-               | -:-  | -:-          | -:-               | -:-             | -:-                  | -:-                | -:-            | -:-             |                   |

## Aufstiegsrunde
Für die Aufstiegsrunde waren die Sieger der vier regionalen Gruppen qualifiziert. Bei den im Rundenturnier mit Hin- und Rückspiel ausgetragenen Turnier stiegen die zwei besten Mannschaften zur nächsten Saison in die Gauliga Niederschlesien auf.

### Abschlusstabelle
| Pl. | Verein                                              | Sp. | S | U | N | Tore    | Quote | Punkte |
| --- | --------------------------------------------------- | --- | - | - | - | ------- | ----- | ------ |
| 1.  | LSV Immelmann Breslau (Sieger Gruppe Breslau)       | 6   | 6 | 0 | 0 | 014:300 | 4,67  | 12:0   |
| 2.  | LSV Richthofen Schweidnitz (Sieger Gruppe Bergland) | 6   | 3 | 1 | 2 | 012:800 | 1,50  | 07:50  |
| 3.  | VfB Liegnitz (Sieger Gruppe Liegnitz)               | 6   | 2 | 1 | 3 | 008:140 | 0,57  | 05:70  |
| 4.  | Reichsbahn SG Görlitz (Sieger Gruppe Görlitz)       | 6   | 0 | 0 | 6 | 002:110 | 0,18  | 0:12   |

### Kreuztabelle
| 1941/42                    | 1    | 2    | 3    | 4   |
| -------------------------- | ---- | ---- | ---- | --- |
| LSV Immelmann Breslau      |      | 2:1  | 5:0  | 1:0 |
| LSV Richthofen Schweidnitz | 0:3  |      | 3:3  | 7:0 |
| VfB Liegnitz               | 2:3  | 0:1  |      | 3:2 |
| Reichsbahn SG Görlitz      | 0:0+ | 0:0+ | 0:0+ |     |